# Hranáč šedý
Hranáč šedý (Cyclopterus lumpus) je paprskoploutvá ryba žijící v severní části Atlantského oceánu a v Severním ledovém oceánu, na jih zasahuje po Chesapeakskou zátoku a Pyrenejský poloostrov. Náleží do monotypického rodu Cyclopterus, což znamená kruhová ploutev, podle břišních ploutví přeměněných v diskovité přísavky, jimiž se dokáže přichytit na skalnatém dně. Tento postoj vedl k jeho německému označení Seehase – česky „mořský zajíc“. Další české lidové pojmenování „mořský vrabec“ pochází z ruštiny.
Dorůstá délky 30–60 cm, největší zvážené kusy dosáhly váhy 9,5 kg, přičemž samice bývají o něco větší. Hranáč má šedozeleně nebo šedohnědě zbarvené a zavalité, téměř kulaté tělo bez šupin, pokryté kostěnými výrůstky tvořícími vodorovné linie. V období tření samci získávají jasně oranžovou barvu. Samice klade do hnízda v mělké vodě až tři sta tisíc jiker, které samec až do vylíhnutí střeží a okysličuje ovíváním ploutvemi. Potravu hranáčů tvoří zooplankton, drobné rybky a korýši.
Hranáči jsou loveni pro maso, jejich jikry, bohaté na omega-3 nenasycené mastné kyseliny, se prodávají jako náhražka kaviáru.